# Periclimenaeus zarenkovi
Periclimenaeus zarenkovi är en kräftdjursart som beskrevs av Duris 1990. Periclimenaeus zarenkovi ingår i släktet Periclimenaeus och familjen Palaemonidae. Inga underarter finns listade i Catalogue of Life.